# La tía fingida
La tía fingida (em português, A tia fingida) é um relato conhecido através de duas versões distintas: uma do códice da Biblioteca Colombina de Sevilha e outra de diversas cópias impressas no século XVII baseadas em um manuscrito hoje perdido, denominado “Porras de la Cámara” (nome do copista), em que apareciam, entre outras, versões levemente diferenciadas de duas novelas de Miguel de Cervantes, Rinconete y Cortadillo e El celoso extremeño.
Foi em  1787, quando Bosarte, descobridor do manuscrito de Porras, trouxe-a à luz, que se iniciou o debate sobre a autoria da breve novela. Para ele, o autor era Cervantes, opinião apoiada na similitude estilística e temática com outras novelas cervantinas, seu formato igual ao das novelas exemplares, o fato de ter aparecido junto a duas delas, etc. Tais argumentos serviram para que eruditos e cervantistas como Agustín García Arrieta, Navarrete ou José Bartolomé Gallardo tenham-na considerado como de Cervantes. Não obstante, tal opinião não alcançou apoio generalizado. Outros estudiosos, como Andrés Bello, Manuel Criado del Val, Fouché-Delbosc, Juan Bautista Avalle-Arce, recusaram a paternidade de Cervantes sobre esta obra.
A obra aparece, geralmente, ao fim de algumas as edições críticas das Novelas exemplares.